# District de Chartres
Le district de Chartres est une ancienne subdivision départementale française du département d'Eure-et-Loir de 1790 à 1795.

## Composition
Il est composé des 8 cantons suivants :
- Canton de Chartres [1] ;
- Canton d'Auneau [2] ;
- Canton de Bailleau-l'Évêque [3] ;
- Canton de Dammarie [4] ;
- Canton d'Épernon [5] ;
- Canton de Gallardon [6] ;
- Canton d'Illiers-Combray [7] ;
- Canton de Maintenon [8].

## Galerie

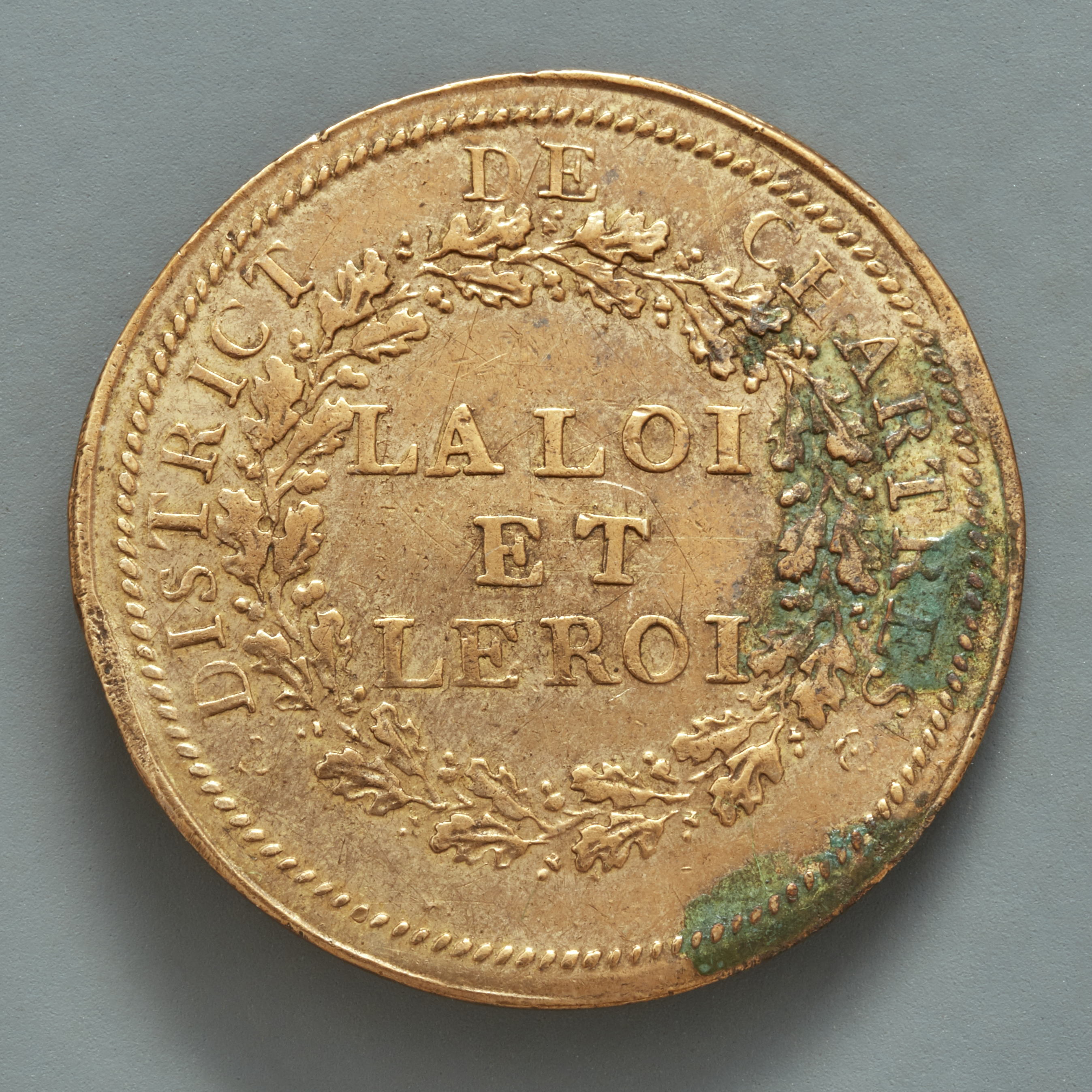
Bouton (musée Carnavalet)